# Zaqing (sockenhuvudort i Kina, Qinghai Sheng, lat 33,07, long 95,17)
Zaqing (kinesiska: 扎青, 扎青乡) är en sockenhuvudort i Kina. Den ligger i provinsen Qinghai, i den nordvästra delen av landet, omkring 720 kilometer sydväst om provinshuvudstaden Xining. Antalet invånare är 4 770. Befolkningen består av 2 384 kvinnor och 2 386 män. Barn under 15 år utgör 39 %, vuxna 15-64 år 55 %, och äldre över 65 år 4,0 %.
Trakten runt Zaqing är nära nog obefolkad, med mindre än två invånare per kvadratkilometer. Närmaste större samhälle är Aduo, 18,0 km sydväst om Zaqing. Trakten runt Zaqing består i huvudsak av gräsmarker.
Genomsnittlig årsnederbörd är 695 millimeter. Den regnigaste månaden är juli, med i genomsnitt 172 mm nederbörd, och den torraste är november, med 3 mm nederbörd.